# Harley-Davidson Panhead

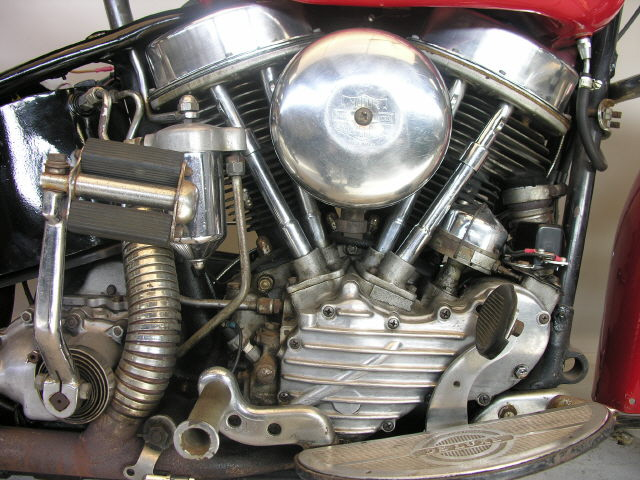
Moteur Panhead Harley-Davidson

Le Panhead est un moteur Harley-Davidson, ainsi surnommé à cause de ses caches culbuteur qui ressemblent à des casseroles de cuisine. Ce bicylindre en V à deux soupapes par cylindre actionnées par poussoirs était disponible en deux cylindrées, 61 ci ou 1000 cc (EL) et 74 ci ou 1213 cc (FL, FLH). Ce bloc qui remplaçait en 1948 le moteur Knucklehead fut fabriqué jusqu'en 1965, date à laquelle il fut lui-même remplacé par le moteur Shovelhead.
Au fur et à mesure de l'évolution des moteurs Harley-Davidson, la forme distinctive des couvre culbuteurs permet aux amateurs de Harley de reconnaître un moteur simplement en identifiant le couvercle : Flathead, Panhead, Knucklehead, Shovelhead, Evo.
À l'heure actuelle, un certain nombre de fabricants d'accessoires pour Harley-Davidson produisent des moteurs reprenant le style du Panhead avec des cylindrées variées, beaucoup plus grosses que celles d'origine. Chaque fabricant inclut d'importantes modifications subtiles au concept d'origine afin d'améliorer considérablement les performances et la fiabilité tout en conservant le style et la structure générale du moteur original.

## Conception

Chopper Panhead au Helsinki Motorcycle Show de 2012

L'origine de ce moteur était liée à la nécessité pour Harley-Davidson de disposer d'un moteur capable de faire face à la concurrence d'Indian durant l'après-guerre. L'idée était de développer un moteur ayant un couple et une puissance suffisants pour déplacer facilement des motos de plus en plus lourdes et encombrantes par l'ajout progressif au fil des années d'accessoires techniques et esthétiques .
La cylindrée, initialement de 1 000 cm3 sur les premiers modèles dérivés du Knucklehead, est ensuite passée à 1 200 cm3. Cette cylindrée fut gardée sur le moteur lui succédant chez Harley-Davidson jusqu'en 1978, le Shovelhead. L'alimentation en carburant faisait appel à un carburateur Linkert. Le moteur était couplé à une transmission manuelle à 4 vitesses, avec une transmission à chaîne finale. Le démarrage se faisait au kick  (le démarrage électrique n'arrivant qu'avec la première Electra Glide de 1965) .
Le Panhead équipait la plus grosse Harley-Davidson, en particulier la célèbre Hydra-Glide. C'était le seul Big Twin disponible dans la gamme Harley-Davidson (qui incluait à partir de 1957 le Sportster).

## Au Cinéma

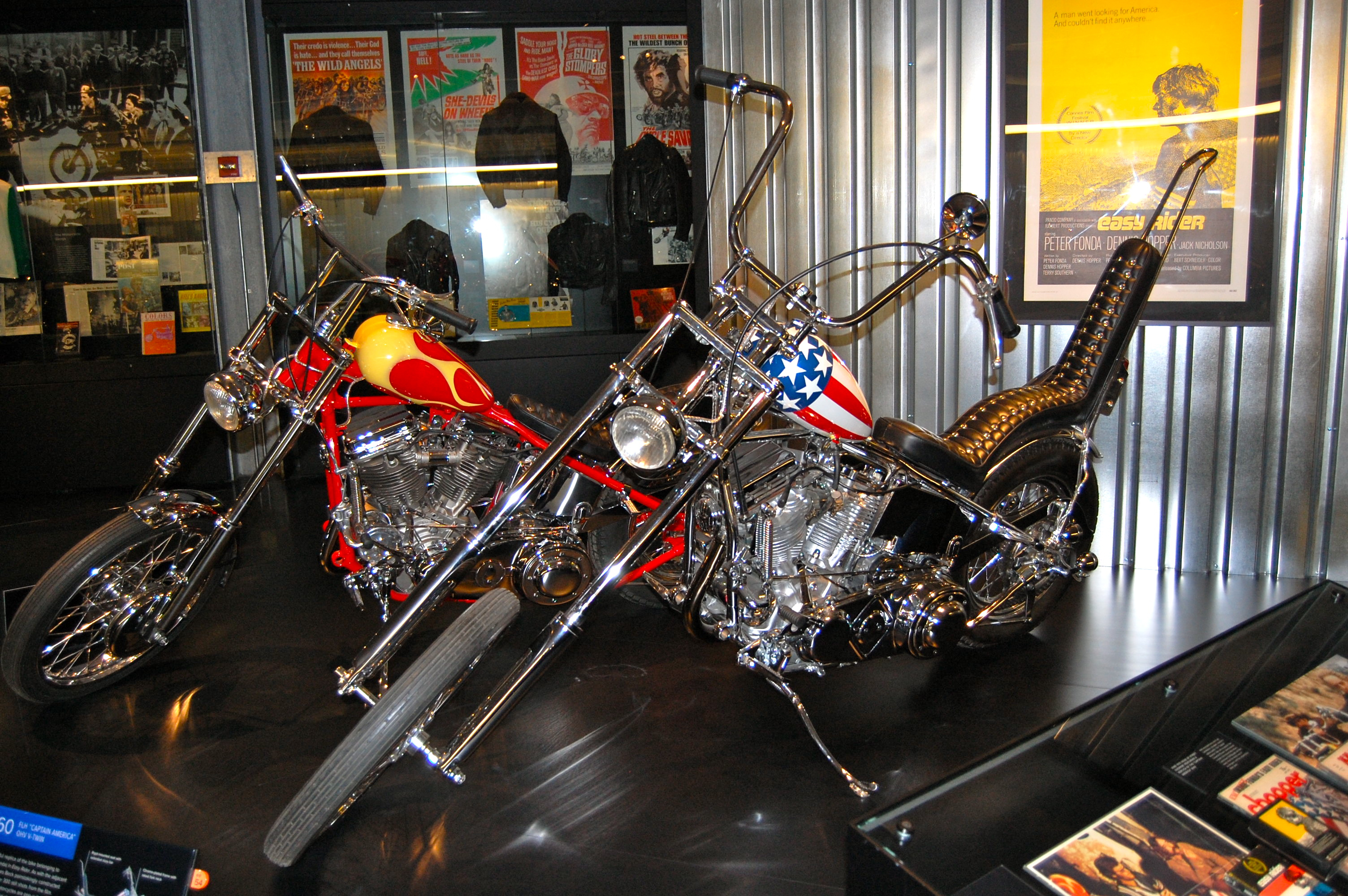
Les deux motos du film Easy Rider

Le chopper "Captain America" utilisé par Peter Fonda dans le film Easy Rider (1969) était un Panhead, tout comme la moto de son partenaire "Billy" joué par Dennis Hopper .
Le personnage de Chino, joué par Lee Marvin, dans le film L'Equipée sauvage (The Wild One) de 1953, pilote une Harley-Davidson Hydra Glide à moteur Panhead transformée en bobber.